# Perioperatorio
El perioperatorio es el período de tiempo del procedimiento quirúrgico de un paciente. Comúnmente incluye ingreso en la sala, anestesia, cirugía y recuperación. Perioperatorio puede referirse a las tres fases de la cirugía: preoperatoria, intraoperatoria y postoperatoria, aunque es un término que se usa con mayor frecuencia para el primero y el tercero de estos, un término que a menudo se utiliza específicamente para implicar "alrededor" del tiempo de la cirugía. La principal preocupación de la atención perioperatoria es proporcionar mejores condiciones para los pacientes antes de la operación (a veces interpretada como durante la operación) y después de la operación.

## Cuidado perioperatorio
La atención perioperatoria es la atención que se brinda antes y después de la cirugía. Se lleva a cabo en hospitales, en centros quirúrgicos adscritos a hospitales, en centros quirúrgicos independientes o en consultorios de proveedores de atención médica. Este período se utiliza para preparar al paciente tanto física como psicológicamente para el procedimiento quirúrgico y después de la cirugía. Para las cirugías de emergencia, este período puede ser corto y el paciente puede ser ajeno a esto; para las cirugías electivas, los 'preops', como se les llama, pueden ser bastante largos. La información obtenida durante la evaluación preoperatoria se utiliza para crear un plan de atención para el paciente.

## Etapas

### Preoperatorio
La fase preoperatoria se utiliza para realizar pruebas, intentar limitar la ansiedad preoperatoria y puede incluir el ayuno preoperatorio. 

### Intraoperatorio
El período intraoperatorio comienza cuando el paciente es transferido a la mesa de la sala de operaciones y termina con la transferencia de un paciente a la Unidad de Cuidados Post Anestesia (PACU). Durante este período, el paciente es monitoreado, anestesiado, preparado y cubierto, y se realiza la operación. Las actividades de enfermería durante este período se centran en la seguridad, la prevención de infecciones, la apertura de suministros estériles adicionales al campo si es necesario y la documentación de segmentos aplicables del informe intraoperatorio en el Registro electrónico de salud del paciente. La radioterapia intraoperatoria y el rescate sanguíneo intraoperatorio también se pueden realizar durante este tiempo. 

### Postoperatorio
El período postoperatorio comienza después de la transferencia a la Unidad de Atención Post Anestesia (PACU) y termina con la resolución de las secuelas quirúrgicas. Es bastante común que el último período de este período termine fuera del cuidado del equipo quirúrgico. Es poco frecuente brindar atención prolongada después del alta del paciente de la PACU. 